# جنجال ترسیم محمد توسط لارس ویلکس

یکی از سه طرح ویلکس از محمد که در نشریهٔ نریکس آلهاندا منتشر شد

جنجال ترسیم محمد توسط لارس ویلکس در ژوئیهٔ ۲۰۰۷ و پس از انتشار مجموعه‌ای از طراحی‌های هنرمند سوئدی لارس ویلکس آغاز شد که محمد پیامبر مسلمان‌ها را به شکل یک سگ فلکه‌ای نشان می‌داد. سگ فلکه‌ای نوعی از هنر خیابانی است و به مجسمه‌هایی شبیه سگ گفته می‌شود که از ۲۰۰۶ توسط هنرمندان ناشناس در میدان‌های سوئد قرار داده می‌شوند.
در ۱۸ اوت ۲۰۰۷ و پس از آن‌که چندین گالری‌های هنری سوئد به دلیل نگرانی‌های امنیتی و ترس از خشونت مسلمانان افراطی از نمایش طراحی‌های ویلکس امتناع کردند، یک نشریهٔ محلی به‌نام نریکس آلهاندا یکی از طرح‌ها را در سرمقاله‌اش با موضوع خودسانسوری و آزادی ادیان منتشر کرد که باعث شد طرح‌ها مورد توجه بین‌المللی قرار بگیرند. با وجود آن‌که چندین روزنامهٔ سرشناس سوئدی پیش‌تر طراحی‌ها را منتشر کرده بودند، کار نریکس آلهاند مورد اعتراض مسلمانان سوئد قرار گرفت و از جانب دولت‌هایی مانند ایران، پاکستان، افغانستان، مصر، اردن و همچنین سازمان همکاری اسلامی محکوم شد. این جنجال حدود یک سال و نیم پس از جنجال سال ۲۰۰۶ کاریکاتورهای محمد در دانمارک به‌راه افتاد.